# Цангарона (Катанцаро)
Цангарона је насеље у Италији у округу Катанцаро, региону Калабрија.
Према процени из 2011. у насељу је живело 376 становника. Насеље се налази на надморској висини од 360 м.